# Тайрік Джордж
Тайрік Аарон Делейлі Юсуфф Джордж (англ. Tyrique Aaron Delali Yusuff George, нар. 4 лютого 2006, Лондон, Англія) — англійський футболіст нігерійсько - ганського походження, вінгер лондонського «Челсі».

## Ігрова кар'єра

### Клубна
Тайрік Джордж з восьмирічного віку займався футболом в клубній академії столичного «Челсі». Де пройшов через всі вікові категорії команд. 22 квітня 2023 року в турнірі (U-18) Прем'єр - ліга Джордж забив гол з відстані 35 ярдів, який увійшов до шорт - листа нагороди «Челсі» як «Гол місяця» за квітень 2023 року.
15 квітня 2024 року Джордж дебютував в основі «Челсі», коли вийшов на заміну в матчі чемпіонату Англії проти «Евертона». В червні того року футболіст підписав з клубом новий контракт до 2027 року.
29 серпня 2024 року Джордж провів першу гру на міжнародній арені — в матчі Ліги конференцій проти швейцарського «Серветта».

### Збірна
Завдяки своєму походженню, Тайрік Джордж має право грати за збірні Нігерії та Гани. Він народився в Англїї і в 2021 року він почав свої виступи за юнацькі збірні Англії.

## Титули та досягнення
Челсі
- Переможець Ліги конференцій УЄФА: 2025
- Переможець Клубного чемпіонату світу: 2025